# Mar de Lincoln

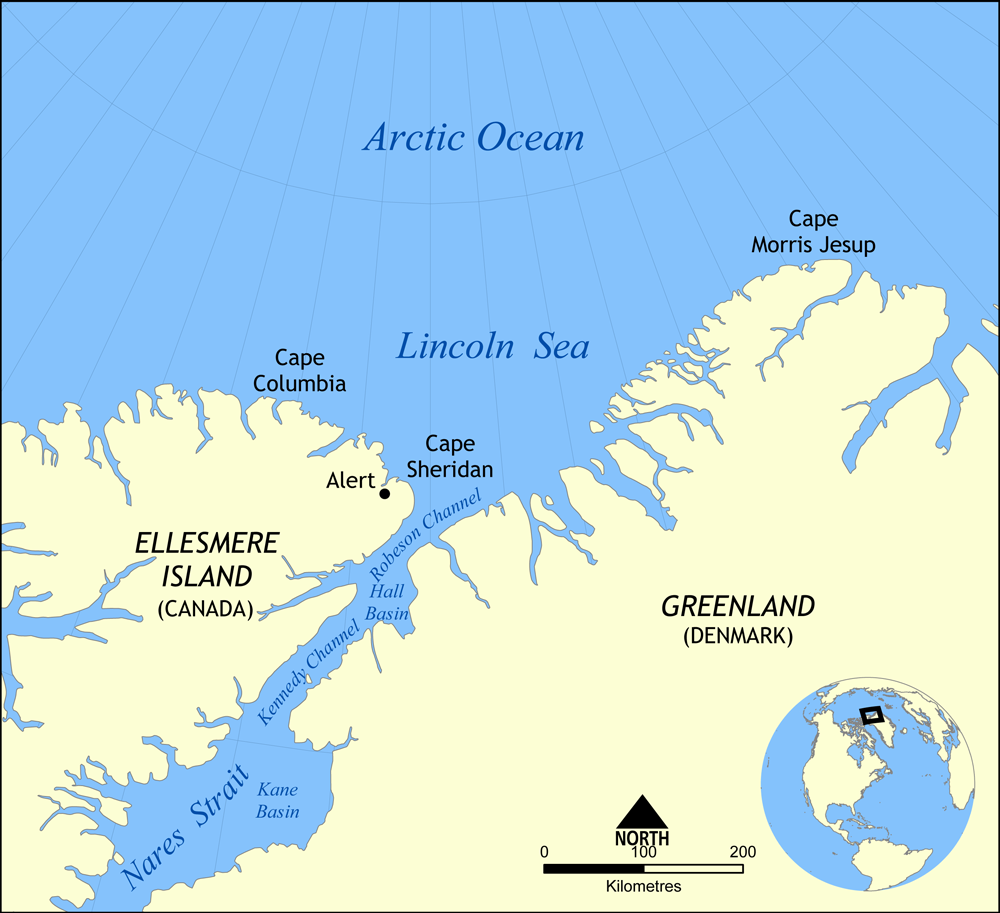
Mapa do Mar de Lincoln.

O mar de Lincoln é um mar costeiro do oceano Árctico. Banha a sudeste a terra de Peary na Groenlândia, a sul a terra de Knud Rasmussen e a oeste a ilha Ellesmere, do Canadá; encontra as águas do estreito de Nares a sudoeste e é circundado a norte e a este pelas águas do Oceano Glacial Árctico. Tem profundidades entre 100 m e 300 m e uma grossura de gelo de cerca de 15 m.
Recebeu o nome de Robert Todd Lincoln, secretário norte-americano da Defesa.